# ガリーボーイ
『ガリーボーイ』（Gully Boy）は、2019年に公開されたインドのミュージカル映画。ゾーヤー・アクタルが監督、脚本は彼女とリーマー・カーグティーが務め、ランヴィール・シン、アーリヤー・バット、カルキ・ケクラン、シッダーント・チャトゥルヴェーディー、ヴィジャイ・ラーズが主要キャストを務めた。インドのストリートラッパーのディヴィンとネイジーの半生をモデルにしており、ムンバイのスラム街ダラヴィ出身の青年ラッパーの成長を描いている。
2019年2月9日にベルリン国際映画祭で初上映され、同月14日から全国公開された。興行収入は23億8000万ルピーを記録し、2019年公開のボリウッド映画興行成績第9位、海外興行成績第1位となった。第92回アカデミー賞のアカデミー国際長編映画賞インド代表作品に選出された。

## あらすじ
卒業を1年後に控えたムラドはムンバイの貧民街で暮らすラップを愛する青年である。父アフターブは母ラズィアに対して高圧的で、妻に無断で若い女性を新しい妻として家に迎え関係が悪化していた。ムラドには子供のころから付き合っている女性サフィナがおり、彼女は自分の診療所を開設することを目指す医学生だった。ムラドは怪我を負った父の代わりに富裕者の運転手として働くが、その際に感じた貧富の差と社会の理不尽さをラップの歌詞に書き込む。そんな中、大学祭でラッパーのシュリカント（MCシェール）と出会い、彼との交流を通してラッパーとして活動するようになり、シェールたちの協力を借りて「ガリーボーイ」の名前でYouTubeに動画を投稿する。動画は好評となり、ムラドはラッパーとして活動することに夢中になっていく。
動画投稿を通してバークリー音楽大学の学生シュウェタ（スカイ）と知り合ったムラドとシェールは、彼女からコラボレーションを申し込まれる。3人はムラドの暮らすダラヴィで新曲を撮影し、投稿された動画は人気を集め「ガリーボーイ」の人気も高まっていく。しかし、ラッパー活動が父に知られたムラドは活動に反対され、さらに活動を通してスカイと親密な関係になったことで、サフィナとの関係も険悪になってしまう。サフィナは怒りに任せてスカイを瓶で殴り警察沙汰を起こしてしまい、それをきっかけにムラドは彼女と別れてしまう。同じころ、世界的に活動する人気ラッパー・ナズのムンバイ公演にラッパーとして出演できる権利をかけたコンテストが開催されることになり、ムラドとシェールは特訓を始める。一方、父の母に対する暴力がエスカレートしたことで限界に達したムラドは母と弟を連れて家を出ていき、伯父の会社で働くことを決意する。
スカイと再会したムラドは、そこで改めてサフィナへの気持ちに気付き、彼女との和解を決意する。彼は会社を欠勤してコンテストの一次審査に出場し、準決勝に進出する。サフィナと和解したムラドは準決勝も制して決勝に進出する。ムラドは無断欠勤で会社をクビになったことを知った父母に厳しく叱責され、父から身の丈に合った人生を生きるように諭されるが、彼は自分の夢を実現することを告げる。コンテストに優勝した「ガリーボーイ」ムラドはインドで最も有名なラッパーとなり、シェールやサフィナ、家族たちが見守る中で、ムラドはナズのオープニングパフォーマンスに出演する。

## キャスト
- ムラド・アフメド（ガリーボーイ） - ランヴィール・シン
- サフィナ - アーリヤー・バット
- シュリカント（MCシェール） - シッダーント・チャトゥルヴェーディー
- アフターブ・シャーキル・アフメド - ヴィジャイ・ラーズ（英語版）
- モイン・アーリフ - ヴィジャイ・ヴァルマ（英語版）
- ラズィア・アフメド - アムルータ・スバーシュ（英語版）
- ナーシル - アイクラーケ・カーン
- ハミダ - シーバ・チャッダ（英語版）
- シュウェタ（スカイ） - カルキ・ケクラン（英語版）
- サフィナの弟 - アヤーン・ズバイル・ラフマニ
- チントゥ - ラーフル・チスク
- ダディ - ジョーティ・スバーシュ（英語版）
- サルマン - ナクル・ローシャン・サーデーヴ
- ムラドの伯父 - ヴィジャイ・マウリヤ（英語版）
- ジュヒ - ジャスリーン・ロイヤル（英語版）
- スカーレット - クブラ・サイト（英語版）
- 本人役 - マノージュ・ムーシク（英語版）
- 本人役 - ラージャ・クマーリー（英語版）

## 製作
ゾーヤー・アクタルはムンバイを拠点に活動するストリートラッパーのディヴィンとネイジーの半生を題材にしたミュージカル映画の製作を発表した。主要撮影は2018年1月から4月にかけて行われた。製作総指揮としてアメリカ人ラッパーのナズが参加している。
18曲が収録されたサウンドトラックが作成され、ディヴィン、ネイジー、リシ・リッチ、ジャスリーン・ロイヤル、アイシュク・ビクター、ラグー・ディクシット、ミディヴァル・パンディッツ、カルシュ・ケール、マイキー・マクレアリーなど54名のアーティストが参加している。ミュージック・スーパーバイザーとしてアンクル・ティワーリーが彼らの調整役を務めており、「ボリウッドとヒップホップの2つの世界を結びつけることを目指す」と語っている。2019年2月9日にプロモーション・シングル「NY Se Mumbai」が発売された。

## 公開
アーリヤーは『ガリーボーイ』が2019年2月14日に公開されることを公表した。また、2019年1月1日に公表された宣伝ポスターでも2月14日に公開されることが確認され、翌2日に公開された宣伝ポスターでは主要キャストが公表された。同月4日にはショート・ティーザーが公開され、9日に予告編が公開された。『ガリーボーイ』は2月9日に第69回ベルリン国際映画祭でプレミア上映された。同月14日にインド3350スクリーン、海外751スクリーンで公開された。

## 評価

### 興行収入
公開初日の興行収入は1億9400万ルピーを記録しており、公開2週間で22億ルピーの興行収入を記録している。最終的な興行収入は23億8160万ルピーを記録し、内訳はインド国内16億5580万ルピー、海外960万ドル（7億2580万ルピー）となっている。『ガリーボーイ』は2019年公開のボリウッド映画興行成績第9位、海外興行成績第1位となっている。

### 批評
『ガリーボーイ』はゾーヤーのディレクション、マウリヤの台詞作り、ランヴィール、アーリヤー、シッダーントの演技が高い評価を得ている。Rotten Tomatoesには20件の批評が寄せられ支持率100%、平均評価7.6/10となっている。
ファーストポストのアンナ・M・M・ヴェティカドは4/5の星を与え、「ゾーヤー・アクタルの反抗者に対する究極の讃美歌におけるランヴィール・シンとアーリヤー・バットの演技は、素晴らしい出来です」と批評している。ヒンドゥスタン・タイムズのラジャ・センは「2019年のヒンディー語映画で最初の良作」、ボリウッド・ハンガマのタラン・アダルシュは「歴代アクタル監督作の中で最高の映画」と批評した。ザ・タイムズ・オブ・インディアのラチット・グプタは4/5の星を与え、Rediff.comのスカンニャー・ヴァルマーも4/5の星を与えている。Livemint.comは「それは苦労して手に入れた変化であり、真実を鳴らしています」と批評した。アヌパマ・チョープラーは「最後に私は涙を拭き、ムラドだけではなくそれぞれのキャラクターが幸福を見付けられるように猛烈に声援を送りました」と批評している。ニューデリー・テレビジョンのサイバル・チャテルジーは「『ガリーボーイ』はその手腕、魅力的なキャラクター、そしてランヴィール・シンについて心から賞賛することができます」と批評している。バラドワジ・ランガンは3/5の星を与え、映画は「予想よりも柔和で、非常に面白く、美しく作られている」と批評した。インディア・トゥデイのアナンヤ・バッタチャールヤは3/5の星を与え、デカン・クロニクルも3/5の星を与えている。
ガルフ・ニュースのマーンジュシャー・ラーダクリシュナンは4/5の星を与え、「彼がブレイクダウンすれば、あなたも同じようにブレイクダウンするでしょう。それは『ガリーボーイ』最大の勝利の一つなのです」と批評している。スクリーン・インターナショナルのリー・マーシャルは「ランヴィール・シンはこのエネルギッシュで面白い映画の中で最高の韻を踏んでいる」と批評している。ガーディアンのピーター・ブラッドショーは3/5の星を与え、ハリウッド・リポーターのデボラー・ヤンはゾーヤーのディレクションを賞賛しており、ハリージ・タイムズのアニタ・アイヤールは4/5の星を与えた。バラエティ誌のジェイ・ワイズバーグは「ゾーヤー・アクタルのこれまでで最も完成度の高い作品は、ムンバイに住む労働者階級のムスリム青年が階級の制約からの脱却を目指すメインストリーム・ラップ・ミュージカル映画です。それは、巧みに書かれたヒップホップの歌詞の助けと馴染みのある物語によって成り立っています」と批評している。
複数の批評家や映画ファンからは、『ガリーボーイ』はエミネムを題材にした『8 Mile』のリメイクではないかという意見が出ている。ザ・クイントのアディティア・マガルは『8 Mile』との類似点を考察した後、『ガリーボーイ』を面白い作品と評価しつつ「『8 Mile』のインディアナイズ・バージョン」と批評した。ザ・ウィークのラクナ・ティアギは2.5/5の星を与え、「『8 Mile』のコピー版」と批評している。

### 受賞・ノミネート
| 映画賞                                             | 部門                                  | 対象                                                                          | 結果       | 出典                        |
| -------------------------------------------------- | ------------------------------------- | ----------------------------------------------------------------------------- | ---------- | --------------------------- |
| 第26回スター・スクリーン・アワード                 | 作品賞                                | ガリーボーイ                                                                  | 受賞       | [ 44 ]                      |
| 第26回スター・スクリーン・アワード                 | 監督賞                                | ゾーヤー・アクタル                                                            | 受賞       | [ 44 ]                      |
| 第26回スター・スクリーン・アワード                 | 主演男優賞                            | ランヴィール・シン                                                            | 受賞       | [ 44 ]                      |
| 第26回スター・スクリーン・アワード                 | 主演女優賞                            | アーリヤー・バット                                                            | 受賞       | [ 44 ]                      |
| 第26回スター・スクリーン・アワード                 | 助演男優賞                            | ヴィジャイ・ヴァルマ                                                          | ノミネート | [ 44 ]                      |
| 第26回スター・スクリーン・アワード                 | 新人男優賞                            | シッダーント・チャトゥルヴェーディー                                          | 受賞       | [ 44 ]                      |
| 第26回スター・スクリーン・アワード                 | エンターテイナー・オブ・ザ・イヤー    | ランヴィール・シン                                                            | 受賞       | [ 44 ]                      |
| 第26回スター・スクリーン・アワード                 | 音楽監督賞                            | ガリーボーイ                                                                  | 受賞       | [ 44 ]                      |
| 第26回スター・スクリーン・アワード                 | 作詞家賞                              | ディヴィン、アンクル・ティワーリー「Apna Time Aayega」                        | 受賞       | [ 44 ]                      |
| 第26回スター・スクリーン・アワード                 | プロダクションデザイン賞              | ガリーボーイ                                                                  | 受賞       | [ 44 ]                      |
| 第26回スター・スクリーン・アワード                 | 台詞賞                                | ヴィジャイ・マウリヤ                                                          | 受賞       | [ 44 ]                      |
| 第26回スター・スクリーン・アワード                 | 撮影賞                                | ジャイ・オーザ                                                                | 受賞       | [ 44 ]                      |
| 第26回スター・スクリーン・アワード                 | 衣装デザイン賞                        | プールナムリター・シン                                                        | 受賞       | [ 44 ]                      |
| 第65回フィルムフェア賞                             | 作品賞                                | ガリーボーイ - エクセル・エンターテインメント、タイガー・ベイビー・フィルムズ | 受賞       | [ 45 ] [ 46 ] [ 47 ] [ 48 ] |
| 第65回フィルムフェア賞                             | 監督賞                                | ゾーヤー・アクタル                                                            | 受賞       | [ 45 ] [ 46 ] [ 47 ] [ 48 ] |
| 第65回フィルムフェア賞                             | 原案賞                                | ゾーヤー・アクタル、リーマー・カーグティー                                    | ノミネート | [ 45 ] [ 46 ] [ 47 ] [ 48 ] |
| 第65回フィルムフェア賞                             | 脚本賞                                | ゾーヤー・アクタル、リーマー・カーグティー                                    | 受賞       | [ 45 ] [ 46 ] [ 47 ] [ 48 ] |
| 第65回フィルムフェア賞                             | 台詞賞                                | ヴィジャイ・マウリヤ                                                          | 受賞       | [ 45 ] [ 46 ] [ 47 ] [ 48 ] |
| 第65回フィルムフェア賞                             | 主演男優賞                            | ランヴィール・シン                                                            | 受賞       | [ 45 ] [ 46 ] [ 47 ] [ 48 ] |
| 第65回フィルムフェア賞                             | 主演女優賞                            | アーリヤー・バット                                                            | 受賞       | [ 45 ] [ 46 ] [ 47 ] [ 48 ] |
| 第65回フィルムフェア賞                             | 助演男優賞                            | シッダーント・チャトゥルヴェーディー                                          | 受賞       | [ 45 ] [ 46 ] [ 47 ] [ 48 ] |
| 第65回フィルムフェア賞                             | 助演男優賞                            | ヴィジャイ・ヴァルマ                                                          | ノミネート | [ 45 ] [ 46 ] [ 47 ] [ 48 ] |
| 第65回フィルムフェア賞                             | 新人男優賞                            | シッダーント・チャトゥルヴェーディー                                          | ノミネート | [ 45 ] [ 46 ] [ 47 ] [ 48 ] |
| 第65回フィルムフェア賞                             | 助演女優賞                            | アムルータ・スバーシュ                                                        | 受賞       | [ 45 ] [ 46 ] [ 47 ] [ 48 ] |
| 第65回フィルムフェア賞                             | 音楽アルバム賞(『Kabir Singh』と同時) | ガリーボーイ                                                                  | 受賞       | [ 45 ] [ 46 ] [ 47 ] [ 48 ] |
| 第65回フィルムフェア賞                             | 作詞賞                                | ディヴィン、アンクル・ティワーリー「Apna Time Aayega」                        | 受賞       | [ 45 ] [ 46 ] [ 47 ] [ 48 ] |
| 第65回フィルムフェア賞                             | 編集賞                                | ニティン・バイド                                                              | ノミネート | [ 45 ] [ 46 ] [ 47 ] [ 48 ] |
| 第65回フィルムフェア賞                             | 美術賞                                | スザンヌ・カプラン・メルワンジ                                                | 受賞       | [ 45 ] [ 46 ] [ 47 ] [ 48 ] |
| 第65回フィルムフェア賞                             | 撮影賞                                | ジャイ・オーザ                                                                | 受賞       | [ 45 ] [ 46 ] [ 47 ] [ 48 ] |
| 第65回フィルムフェア賞                             | 音響デザイン賞                        | アーユシュ・アウジャ                                                          | ノミネート | [ 45 ] [ 46 ] [ 47 ] [ 48 ] |
| 第65回フィルムフェア賞                             | 作曲賞                                | カルシュ・ケール、サルベージ・オーディオ・コレクティブ                        | 受賞       | [ 45 ] [ 46 ] [ 47 ] [ 48 ] |
| 第65回フィルムフェア賞                             | 衣装デザイン賞                        | アルジュン・バーシン、プールナムリター・シン                                  | ノミネート | [ 45 ] [ 46 ] [ 47 ] [ 48 ] |
| ミルチ音楽賞                                       | 歌曲賞                                | 「Apna Time Aayega」                                                          | ノミネート | [ 49 ] [ 50 ]               |
| ミルチ音楽賞                                       | リスナー選出歌曲賞                    | 「Apna Time Aayega」                                                          | ノミネート | [ 49 ] [ 50 ]               |
| ミルチ音楽賞                                       | アルバム賞                            | ガリーボーイ                                                                  | ノミネート | [ 49 ] [ 50 ]               |
| ミルチ音楽賞                                       | リスナー選出アルバム賞                | ガリーボーイ                                                                  | ノミネート | [ 49 ] [ 50 ]               |
| ミルチ音楽賞                                       | トレンドセッター・アルバム賞          | ガリーボーイ                                                                  | 受賞       | [ 49 ] [ 50 ]               |
| ミルチ音楽賞                                       | 男性歌手賞                            | ランヴィール・シン、ディヴィン（「Apna Time Aayega」）                        | ノミネート | [ 49 ] [ 50 ]               |
| ミルチ音楽賞                                       | 有望男性歌手賞                        | ディヴィン、ネイジー、ランヴィール・シン（「Mere Gully Mein」）               | ノミネート | [ 49 ] [ 50 ]               |
| ミルチ音楽賞                                       | 有望作詞家賞                          | スピットファイア（「Asli Hip Hop」）                                          | ノミネート | [ 49 ] [ 50 ]               |
| ミルチ音楽賞                                       | 有望作詞家賞                          | ディヴィン、ネイジー（「Mere Gully Mein」）                                   | ノミネート | [ 49 ] [ 50 ]               |
| ミルチ音楽賞                                       | 有望作曲家賞                          | ディヴィン、ネイジー、セズ（「Mere Gully Mein」）                             | ノミネート | [ 49 ] [ 50 ]               |
| ジー・シネ・アワード                               | 作品賞                                | ガリーボーイ                                                                  | 受賞       | [ 51 ] [ 52 ]               |
| ジー・シネ・アワード                               | 監督賞                                | ゾーヤー・アクタル                                                            | 受賞       | [ 51 ] [ 52 ]               |
| ジー・シネ・アワード                               | 主演男優賞                            | ランヴィール・シン                                                            | 受賞       | [ 51 ] [ 52 ]               |
| ジー・シネ・アワード                               | 審査員選出主演男優賞                  | ランヴィール・シン                                                            | ノミネート | [ 51 ] [ 52 ]               |
| ジー・シネ・アワード                               | 主演女優賞                            | アーリヤー・バット                                                            | 受賞       | [ 51 ] [ 52 ]               |
| ジー・シネ・アワード                               | 新人男優賞                            | シッダーント・チャトゥルヴェーディー                                          | 受賞       | [ 51 ] [ 52 ]               |
| ジー・シネ・アワード                               | 撮影賞                                | ジャイ・オーザ                                                                | 受賞       | [ 51 ] [ 52 ]               |
| ジー・シネ・アワード                               | 編集賞                                | ニティン・バイド                                                              | 受賞       | [ 51 ] [ 52 ]               |
| ジー・シネ・アワード                               | ペア賞                                | ランヴィール・シン、シッダーント・チャトゥルヴェーディー                      | 受賞       | [ 51 ] [ 52 ]               |
| ジー・シネ・アワード                               | 歌曲賞                                | 「Apna Time Aayega」                                                          | 受賞       | [ 51 ] [ 52 ]               |
| ジャグラン映画祭                                   | 脚本賞                                | ガリーボーイ                                                                  | 受賞       | [ 53 ]                      |
| ジャグラン映画祭                                   | 音楽賞                                | ガリーボーイ                                                                  | 受賞       | [ 53 ]                      |
| 第92回アカデミー賞                                 | 国際長編映画賞                        | ガリーボーイ                                                                  | 落選       | [ 54 ]                      |
| 富川国際ファンタスティック映画祭                   | アジア映画賞                          | ガリーボーイ                                                                  | 受賞       | [ 55 ]                      |
| インディアン・フィルム・フェスティバル・メルボルン | 監督賞                                | ゾーヤー・アクタル                                                            | ノミネート | [ 56 ] [ 57 ]               |
| インディアン・フィルム・フェスティバル・メルボルン | 主演男優賞                            | ランヴィール・シン                                                            | ノミネート | [ 56 ] [ 57 ]               |
| インディアン・フィルム・フェスティバル・メルボルン | 主演女優賞                            | アーリヤー・バット                                                            | ノミネート | [ 56 ] [ 57 ]               |
| インディアン・フィルム・フェスティバル・メルボルン | 作品賞                                | ガリーボーイ                                                                  | 受賞       | [ 56 ] [ 57 ]               |
| 第9回オーストラリア映画テレビ芸術アカデミー賞      | アジア映画賞                          | ガリーボーイ                                                                  | ノミネート | [ 58 ]                      |